# Очки магии

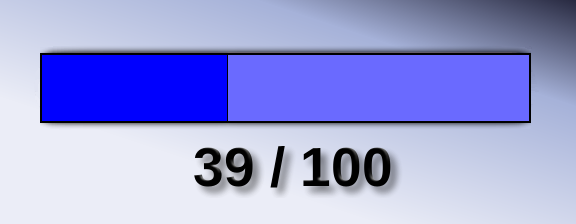
Мана в числовом значении

Очки магии (или сокращённо ма́на) — атрибут, присваиваемый персонажам в ролевых или компьютерных играх, который указывает на запас энергии, используемой для применения специальных способностей или «заклинаний». Эта характеристика обычно измеряется в магических или мановых очках (англ. mana points, MP), сокращенно мана. Различные способности могут требовать для применения разное количество маны. Если мана персонажа уменьшается до нуля, то персонаж не сможет использовать специальные способности до тех пор, пока не будет восполнена часть его маны.
Как и здоровье, мана может отображаться в виде числового значения, например, «39/100» (см. илл.). Здесь первое число указывает текущий запас маны персонажа, а второе число показывает максимальное возможное значение маны, которое может быть у персонажа. В компьютерных играх запас маны может отображаться не в виде числа, а визуально, например, с помощью индикатора, меняющего своё изображение в зависимости от числа очков магии игрового персонажа.

## История

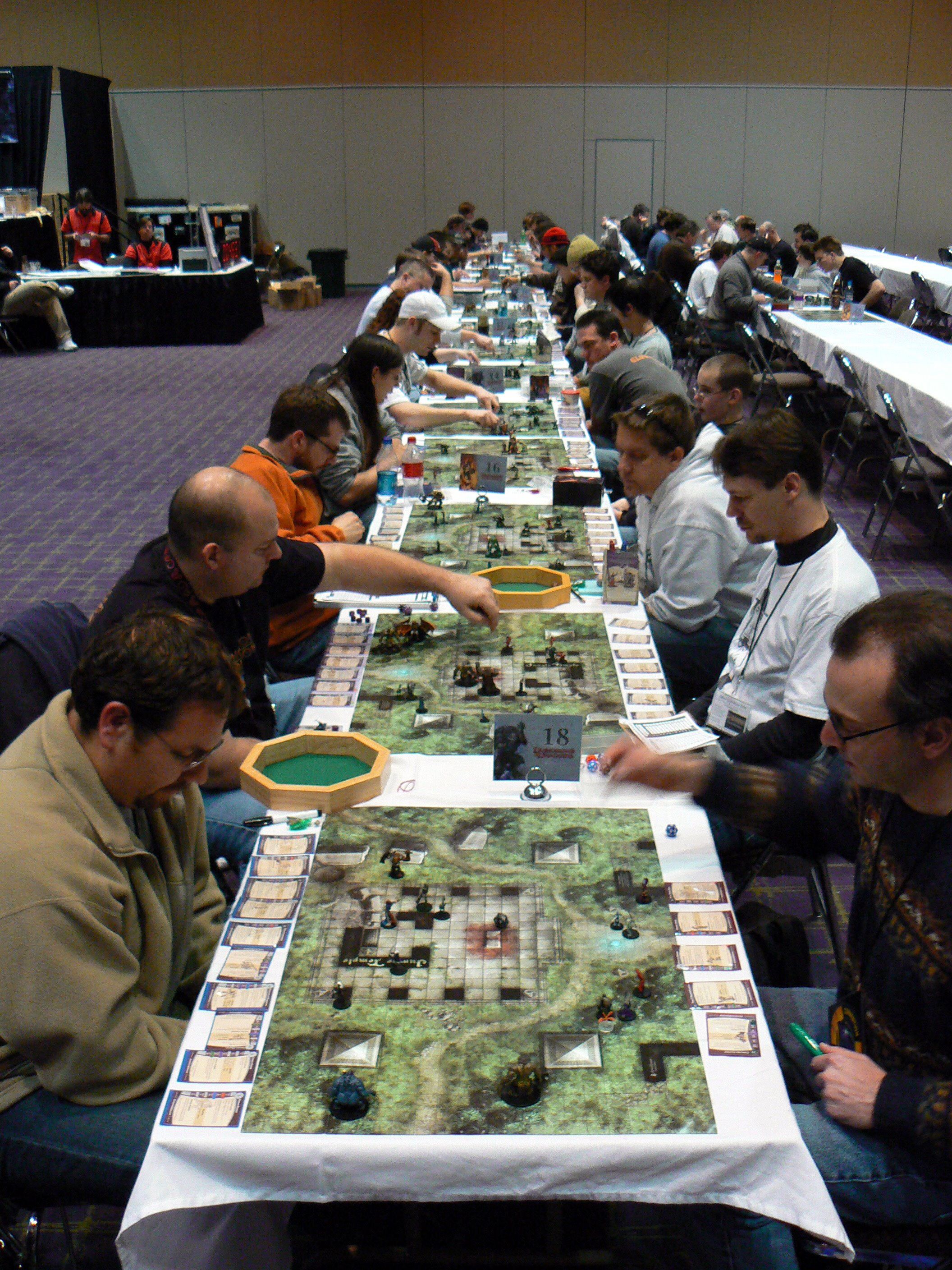
Турнир игры в Dungeons & Dragons Miniatures Game

Слово «мана» пришло из полинезийских языков, и означает нечто близкое к «сверхъестественной силе». Концепция маны была представлена в Европе миссионером Робертом Генри Кодрингтоном в 1891 году и была популяризирована Мирчей Элиаде в 1950-х годах. Ларри Нивен назвал «маной» волшебное «топливо» для заклинаний в рассказе 1969 года «Незадолго до конца» (англ. Not Long Before the End). В произведении Нивена волшебники тратили ману при использовании заклинаний, и восполняли её из окружающего мира.
В настольной ролевой игре Dungeons & Dragons (1974) магическая система безмановая, основанная на романах Джека Вэнса. Волшебник в начале игрового «дня» запоминает некоторое число заклинаний из своей книги, и при применении одного из них он его теряет, пока не запомнит снова. Однако в многочисленных подражателях Dungeons & Dragons появились и традиционные очки магии (MP). Авторы пытались вписать эти очки в игровой мир, и тут оказались весьма кстати работы Элиаде и Нивена. К тому же в США была субкультура гиков, и читают Нивена, играют в ролевые игры и программируют компьютеры одни и те же. 
В настольных играх игровые механики ограничены, а в появившихся компьютерных играх реализовывались более сложные магические системы, использующие очки магии. Вышедшая в 1983 году игра Ultima III: Exodus использовала аббревиатуру «MP», но при этом она не расшифровалась явно. Аналогичное явление было в японской игре 1987 года Final Fantasy. Расшифровку mana points популяризировала выпущенная в том же году в США игра Dungeon Master.

## Механика
Так как обычно навыки и способности персонажей не теряются, то разработчик игры может ограничить возможность применения той или иной способности, определив её через механизм магических очков. В этом случае после её применения игрок должен отдохнуть или использовать предмет для пополнения маны своего персонажа. Это сделано для баланса, чтобы каждый навык не мог применяться бесконечно.
«Магия» может быть представлена психическими силами, духовной энергией, передовыми технологиями или другими понятиями, которые позволяют персонажу влиять на окружающий их мир, недоступный в реальной жизни. Магия часто ограничивается определённым классом персонажа, например такими как «маг» или «заклинатель», тогда как другие классы в игре используют рукопашный бой, метательное оружие и другие способы воздействия. Эти другие классы тоже могут иметь характеристику очков магии, которая ограничивает их особые способности, но при этом они, как правило, называются по-другому — например «ярость» у варвара в Diablo III.
В зависимости от игры мана может восполняться различным образом, или использовать несколько способов восстановления. Так, она может быть пополнена употреблением магического зелья. Или, мана может восстанавливаться со временем. Очки маны могут подвергаться изменениям, когда характеристики игрового персонажа изменяются на некоторое время и соответственно влияют на применяемые заклинания. В дополнение к мане может быть кулдаун — отрезок времени после заклинания, когда его исполнять невозможно; это ограничивает прокаст — многократное применение всей доступной магии в одну цель.

### В ролевых играх
В ролевых играх, как в настольных, так и в компьютерных, магия зачастую используется для наложения заклинаний во время сражений. Однако в настольных, в отличие от компьютерных, магия чаще имеет множество применений вне боевых ситуаций, например, для любовных заклинаний на неигровых персонажах с целью получения информации. Некоторые игры определяют силу магии и её количество у персонажа исходя из таких характеристик, как «мудрость» или «интеллект». Такие характеристики легко отслеживать и разрабатывать в ролевых играх с ручкой и бумагой.
Некоторые игры вводят отдельную систему очков, привязанную к каждому навыку. Например, в играх серии Pokémon каждый навык каждого бойцовского персонажа имеет свои «очки силы». Если они заканчиваются у одного из умений покемона, то оно уже не может использоваться, но при этом остаётся возможность применять другие умения.

### В симуляторах бога
В играх жанра симулятор бога маной обычно называют характеристику силы игрока, которая растёт при увеличении числа подконтрольных богу существ. Здесь размер популяции влияет на максимальное количество маны, которое может иметь игрок, и на скорость восстанавления маны если её запас ниже максимально возможного значения. Для применения «божественных сил» игроку требуется мана, но в то же время, для увеличения популяции и процветания требуется её использование.